# Rough Point
 (août 2022).
Si vous disposez d'ouvrages ou d'articles de référence ou si vous connaissez des sites web de qualité traitant du thème abordé ici, merci de compléter l'article en donnant les références utiles à sa vérifiabilité et en les liant à la section « Notes et références ».
Rough Point est un manoir construit durant le Gilded Age à Newport, dans le Rhode Island, aux États-Unis. 
Édifié par la firme Peabody & Stearns pour le milliardaire Frederick William Vanderbilt entre 1887 et 1892, Rough Point a ensuite été la propriété de Nancy Leeds (1906-1922), de James Buchanan Duke (1922-1925) et de Doris Duke (1925-1993). Depuis 2000, Rough Point est un musée géré par la Newport Restoration Foundation.